# Frederic Xifré i Masferrer
Frederic Xifré i Masferrer (Sant Andreu de Palomar, 13 de gener de 1884 - Barcelona, 15 de febrer de 1940) fou un industrial i polític republicà català. Fou alcalde de Badalona entre 1936 i 1937. Fou afusellat pel franquisme. La seva alcaldia no fou polèmica pel poc temps que tingué abans de l'esclat de la Guerra Civil. Això no obstant, malgrat no haver estat un batlle destacat sí que és el que més càrrega simbòlica i valor democràtic se li ha atribuït a Badalona. El primer ajuntament democràtic de Badalona li dedicà el nom d'una plaça l'any 1979. El 2010 també es retia homenatge a qui en fou l'alcalde després de setanta anys des del seu afusellament.

## Biografia
Membre de la burgesia liberal compromès amb el republicanisme. Xifré era un emprenedor local, era propietari d'una fàbrica mitjana, coneguda popularment com "El Pèl", situada al carrer Eduard Maristany núm. 97 de Badalona, dedicada a la fabricació de perruques, postissos i altres articles de perruqueria. El seu domicili estava situat al carrer Sant Isidre núm. 41 i els testimonis que el recordaven el descriuen com a bona persona i afable.

### Activitat política
Interessat en la política municipal, es presentà a les eleccions de 1917 amb UFNR, llavors coaligada amb el Partit Radical; en resultà alcalde Jaume Martí i Cabot. El 1918 Xifré comença com a regidor, però el mateix es produïen els successos del 26 d'agost a la plaça de la Vila de Badalona, amb la mort a trets de quatre vaguistes de la fàbrica química Cros, a més de nombrosos ferits, per part de la Guàrdia Civil, va fer que els regidors deixessin el consistori com a mesura de pressió per demanar responsabilitats governatives. Això no obstant, la Lliga i els carlins governaren amb els radicals, que es reintegraren a l'Ajuntament.
En fundar-se Esquerra Republicana de Catalunya el 1931, passà a militar-hi, i l'any 1934 sortí escollit regidor per aquest partit, amb Joan Deulofeu com a alcalde. Els fets del sis d'octubre del mateix any i la repressió governamental suspengué el consistori i provocà que Xifré no exercís de regidor fins al març de 1936 quan el triomf del Front Popular en les eleccions generals comportà el retorn dels ajuntaments escollits el 1934. La dimissió per malaltia de Deulofeu feu que Xifré fos escollit alcalde de Badalona el 16 de març de 1936. Durant el seu mandat es produí l'aixecament del 18 de juliol i la posterior revolució. Amb tot només fou alcalde fins al gener de 1937 quan, assetjat per elements radicals de la rereguarda un cop iniciada la Guerra Civil, s'exilià a Marsella i acabà la seva carrera política.

### Detenció i mort
El desembre del mateix any tornà a Catalunya i s'instal·là a la masia de can Sans d'Alella, portant una vida allunyada de la política i dedicada a la tasca de director de la que havia estat la seva empresa a petició dels obrers que en aquells moments tenien col·lectivitzada la fàbrica. Desenganyat amb la situació del país, va voler viure tranquil·lament pensant que no li passaria res perquè no havia comès cap crim. Però amb l'arribada dels franquistes fou detingut per membres de Falange el 16 de març de 1939. Detingut primer a El Loredán, antic centre tradicionalista, utilitzat com a centre de reclusió, després va ser empresonat a la presó Model de Barcelona. Fou sotmès a un consell de guerra el 1940. Va rebre un total de 17 avaladors que testificaren a favor seu, moltes persones que havia salvat la seva vida o els seus béns enfront dels incontrolats durant els primers temps de la Guerra Civil, destacant-se entre aquests els rectors de Santa Maria i de Sant Josep, el superior de la Cartoixa de Montalegre o els 66 treballadors de la seva fàbrica. El fiscal tampoc havia demanat inicialment la pena de mort, sinó que fou en el moment de la condemna en què el tribunal canvià de parer en la petició i Xifré, finalment, fou executat el 15 de febrer de 1940 al Camp de la Bota.

### Literatura Dramàtica
- Montalbán Kroebel, Pedro. Larga noche de silencio.  Málaga: Diputación de Málaga, 2011. ISBN 978-84-7785-897-3.